# Jichi
El Jichi es un ser mitológico de las distintas culturas nativas de las tierras bajas de Bolivia (Beni, Pando, Santa Cruz, Tarija y el Chaco boliviano).

## Características
Se lo describe como una serpiente gigante que habita en las profundidades de las zonas con afluentes de agua como ríos, lagos, pozos y cascadas. Se lo considera una deidad guardiana de las aguas, dadora del origen de la vida, y que solo se manifiesta cuando se esconde el sol. Según el saber popular, cuando el hombre no administra sabiamente el agua, el Jichi se marcha dejando sequía, mala pesca, la caza huye y la vida se vuelve insostenible.

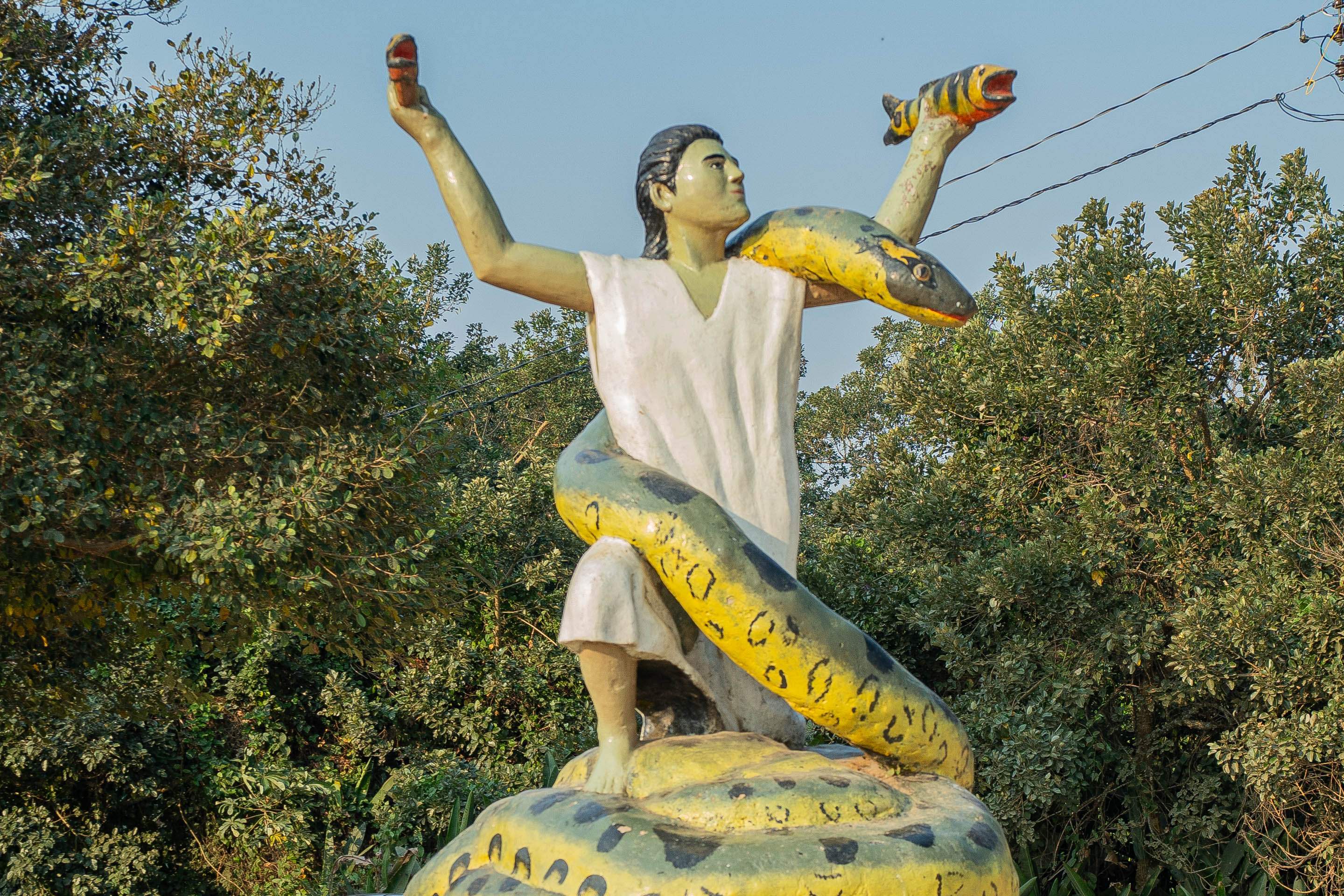
Monumento a Isireri, jichi de San Ignacio de Moxos

Investigaciones señalan que el mito fue difundido por toda Suramérica por las distintas migraciones de la cultura Arawak, que datan aproximadamente hace unos 4000 años (2000 años A.C.).
Este texto proviene de la cosmovisión de la cultura Tucano, descendientes Arawak, que se asentaron en zonas del Brasil, Colombia, Perú, Ecuador y Bolivia como un trasfondo de cuidado del medio ambiente.
Los antiguos contaban que en la desembocadura del río Amazonas había un lago de leche. Allí nace nuestra historia, allí empieza la vida de nosotros, que éramos peces... De ese lago de leche partió la madre del agua -el guió o anaconda-, que empezó a subir por el río Amazonas y nos llevó con ella, en sus espaldas, subiendo contra la corriente. Buscando la tierra alta, que es la que sirve para los hombres, para formar cultura, para que se formen de carne y hueso y puedan vivir. En la anaconda se traía tabaco, se fumaba y se rezaba para elegir el camino.[cita requerida]